# Dôme de l'Arpont
Le dôme de l'Arpont est un sommet situé dans le massif de la Vanoise, en Savoie, au nord de la Dent Parrachée.

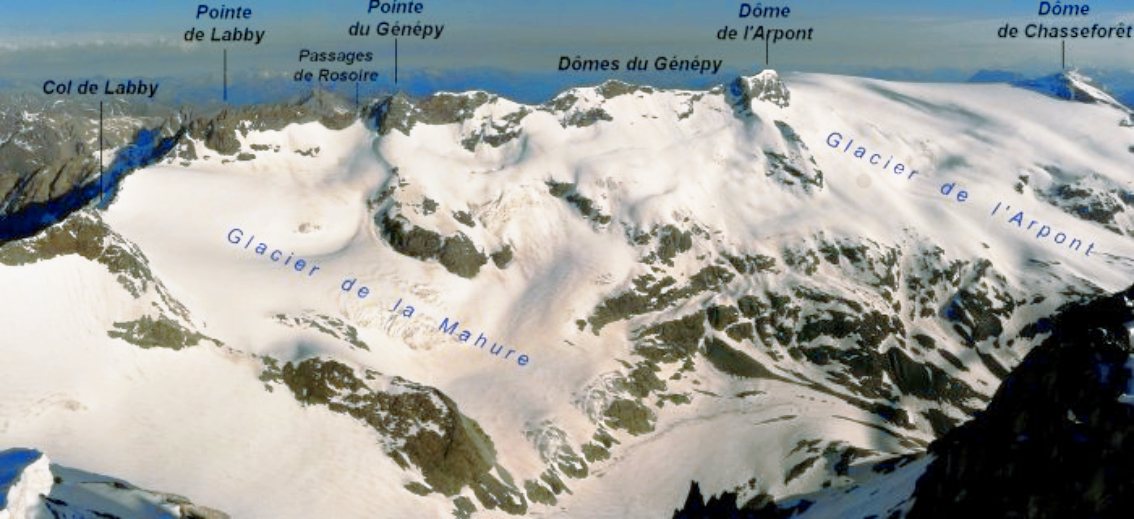
Vue aérienne légendée d'une partie des glaciers de la Vanoise.